# Eugnamptus
Eugnamptus är ett släkte av skalbaggar. Eugnamptus ingår i familjen Rhynchitidae.

## Dottertaxa tillEugnamptus, i alfabetisk ordning[1]
- Eugnamptus abdominalis
- Eugnamptus adjectus
- Eugnamptus affinis
- Eugnamptus amurensis
- Eugnamptus angustatus
- Eugnamptus antennalis
- Eugnamptus apicalis
- Eugnamptus atratulus
- Eugnamptus atriceps
- Eugnamptus atripennis
- Eugnamptus aurifrons
- Eugnamptus bakeri
- Eugnamptus basalis
- Eugnamptus bifenestratus
- Eugnamptus bimaculosus
- Eugnamptus bolivianus
- Eugnamptus brevicollis
- Eugnamptus cervinus
- Eugnamptus cinctus
- Eugnamptus collaris
- Eugnamptus congestus
- Eugnamptus cornutus
- Eugnamptus decemsatus
- Eugnamptus deporaoides
- Eugnamptus diabroticus
- Eugnamptus dibaphus
- Eugnamptus dimidiatus
- Eugnamptus dispar
- Eugnamptus distinctus
- Eugnamptus divisus
- Eugnamptus elongatus
- Eugnamptus excisipes
- Eugnamptus exiguum
- Eugnamptus flavicornis
- Eugnamptus flavidus
- Eugnamptus flavinasis
- Eugnamptus flavinasus
- Eugnamptus flavipes
- Eugnamptus flavirostris
- Eugnamptus fragilis
- Eugnamptus fukienensis
- Eugnamptus fuscipes
- Eugnamptus germanus
- Eugnamptus godmani
- Eugnamptus gracilicornis
- Eugnamptus gracilipes
- Eugnamptus gracilis
- Eugnamptus grandaevus
- Eugnamptus grisescens
- Eugnamptus grisesceus
- Eugnamptus hirsutus
- Eugnamptus hirtellus
- Eugnamptus inclusus
- Eugnamptus instabilis
- Eugnamptus insularis
- Eugnamptus interruptus
- Eugnamptus ixigerum
- Eugnamptus laticeps
- Eugnamptus latifrons
- Eugnamptus latirostris
- Eugnamptus lituratus
- Eugnamptus longicollis
- Eugnamptus longipes
- Eugnamptus longulus
- Eugnamptus maculatus
- Eugnamptus maculifer
- Eugnamptus marginatus
- Eugnamptus marginellus
- Eugnamptus minuta
- Eugnamptus morio
- Eugnamptus niger
- Eugnamptus nigriceps
- Eugnamptus nigricornis
- Eugnamptus nigrinipennis
- Eugnamptus nigrinipes
- Eugnamptus nigrinus
- Eugnamptus nigripennis
- Eugnamptus nigripes
- Eugnamptus nigriventris
- Eugnamptus nigropectoralis
- Eugnamptus notatus
- Eugnamptus nuda
- Eugnamptus obscurus
- Eugnamptus palleolus
- Eugnamptus pallidus
- Eugnamptus parvulus
- Eugnamptus piceus
- Eugnamptus picticollis
- Eugnamptus pilosellus
- Eugnamptus plebeius
- Eugnamptus punctatus
- Eugnamptus puncticeps
- Eugnamptus punctiger
- Eugnamptus quadrimaculatus
- Eugnamptus rubricollis
- Eugnamptus ruficeps
- Eugnamptus ruficollis
- Eugnamptus rufifrons
- Eugnamptus salvini
- Eugnamptus sanguinolentus
- Eugnamptus sauteri
- Eugnamptus semipurpurea
- Eugnamptus semivittatus
- Eugnamptus seriatus
- Eugnamptus sexmaculatus
- Eugnamptus sexpunctatus
- Eugnamptus striatus
- Eugnamptus subcarinulatus
- Eugnamptus subcoeruleifrons
- Eugnamptus subcuprea
- Eugnamptus subpurpureus
- Eugnamptus sulcatus
- Eugnamptus sulcifrons
- Eugnamptus suturalis
- Eugnamptus taihorinensis
- Eugnamptus tenuicollis
- Eugnamptus tessellatus
- Eugnamptus testaceipennis
- Eugnamptus testaceus
- Eugnamptus tibialis
- Eugnamptus trinotatus
- Eugnamptus tropicus
- Eugnamptus truncatus
- Eugnamptus validus
- Eugnamptus variabilis
- Eugnamptus varicolor
- Eugnamptus varius
- Eugnamptus vicinus
- Eugnamptus violaceiceps
- Eugnamptus viridiana
- Eugnamptus viridirostris
- Eugnamptus yunnanensis